# Чжоу Цзожэнь
Чжоу Цзожэ́нь(кит. упр. 周作人, пиньинь Zhōu Zuòrén, Уэйд-Джайлз: Chou Tso-jen родился 16 января 1885 в Шаосине, Китай — умер 6 мая 1967 в Пекине, Китай) —китайский поэт, литературный критик и переводчик XX века, младший брат поэта Лу Синя.

## Биография

### Ранняя жизнь
Чжоу Цзожень родился в уезде Куайцзи Шаосинской управы провинции Чжэцзян империи Цин. Он получил классическое образование и обучался в Цзяннаньской морской академии. В 1906 году со своим братом Лу Синем Чжоу Цзожэнь отправился учиться в Японию, где им преподавали японскую литературу, а также древнегреческий язык. В Японии он впервые начал переводить тексты с древнегреческого на китайский. После возвращения в Китай в 1911 году, Чжоу Цзожэнь стал преподавать в Пекинском университете.

### Движение 4 мая
Чжоу Цзожэнь писал статьи для китайского журнала «Синь циннянь», который играл важную роль в Движении за новую культуру, развернувшемся вслед за Движением 4 мая. Он критиковал насилие, применяемое властью в Китае, и одной из причин этого считал современную ему культуру и интеллектуалов того времени. Чжоу Цзожэнь выступал за гуманистическую литературу, в которой «отрицается всякий миропорядок, противоречащий человеческой природе». Также он осуждал традиционно элитарные виды искусства, как например Пекинскую оперу, называя её отвратительной и претенциозной. "

### Поздний период
Во время Японо-китайской войны 1937—1945 годов, Чжоу оставался в Пекине и работал в ведомстве образования и просвещения, подчинявшееся японским оккупационным властям, из-за чего после войны был осуждён как коллаборационист и приговорён к смерти, Позже приговор был заменён длительным тюремным заключением, однако, уже в 1949 Чжоу был отпущен на свободу. Он продолжил работать в Пекине, писал короткие эссе и переводил различные художественные произведения с древнегреческого и японского, например, трагедии Еврипида, стихотворения Сапфо, «Кодзики». Его особенно интересовали мифология и фольклор. Большинство сочинений, над которыми он работал, до него не были переведены на китайский язык, так, например, он был первым, кто перевёл ранее переведённую на английский сказку «Али-Баба и сорок разбойников». Чжоу Цзожэнь умер в Пекине в 1967 году в возрасте 82 лет.